# Storia della Finlandia

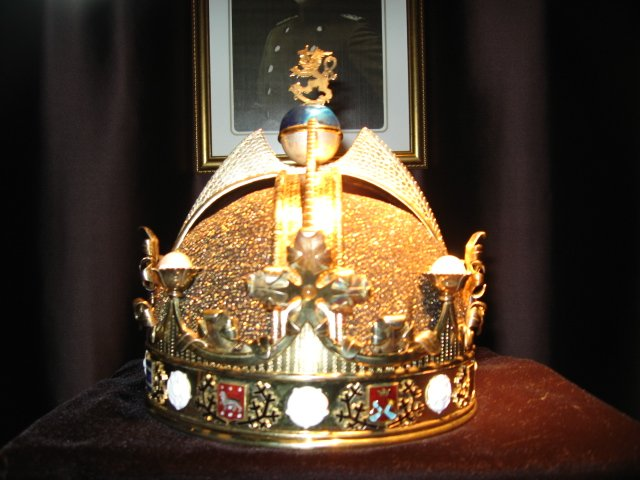
Corona del Re di Finlandia

La storia della Finlandia è legata - per lo meno nella sua storia documentata - alla storia delle nazioni confinanti con essa; le relazioni con tali nazioni hanno infatti marcato lo sviluppo della Finlandia fino all'inizio del XX secolo.
Le origini degli abitanti della Finlandia sono ancora coperte dal mistero. Secondo alcune ipotesi i finlandesi provengono da aree dell'attuale Russia, mentre altre propendono per zone dell'Europa centrale.

## Dal paleolitico all'epoca dei vichinghi
Dai ritrovamenti archeologici risulta evidente che il territorio era abitato dall'uomo già dall'8000 a.C. Dopo il 6500 a.C. si diffuse sul territorio la cultura "Suomusjärvi", un popolo di cacciatori-raccoglitori. Intorno al 4200 a.C. questi furono sostituiti da un popolo del quale si sa solo che furono abili produttori di vasi e terrecotte. È probabile che risalga a questo periodo l'origine della lingua finlandese. Il finnico e il sami sono lingue ugro-finniche del ceppo uralico.
Dopo il 2500 a.C. si insediarono delle popolazioni di agricoltori e allevatori originarie dei territori a sud del golfo di Finlandia. La lingua finlandese subì influenze dalle lingue baltiche (indoeuropee) mentre la lingua sami si allontanò progressivamente dal finlandese. L'Età del Bronzo cominciò intorno al 1500 a.C. e si diffuse da ovest verso est. Dopo il 300 a.C. cominciò l'Età del Ferro. I ritrovamenti di manufatti importati e locali risalgono a questo periodo.
Dal 100 a.C. cominciò l'attività commerciale con l'Europa centrale, risalgono a questo periodo molti ritrovamenti di manufatti romani. Con l'epoca dei Vichinghi, nell'VIII secolo venne incrementato il commercio sul Mar Baltico, furono costruite fortificazioni che fanno presumere l'esistenza di una popolazione amministrata centralmente. Gli archeologi hanno ritrovato una città fortificata del IX secolo presso l'attuale città di Hämeenlinna. In quest'epoca la popolazione finlandese era composta da tre gruppi: i Finni, i Careli e i Sami.
Prima dell'avvento degli svedesi, intorno alla metà del XII secolo, la Finlandia non disponeva di un'unità politica o amministrativa, e le frequenti lotte tra i diversi gruppi etnici alimentarono l'interesse delle due vicine potenze, la Svezia (cattolica) e la Russia (ortodossa), per un paese in cui il cristianesimo si era già diffuso ma senza raccogliere grandi entusiasmi.

## La conquista della Finlandia

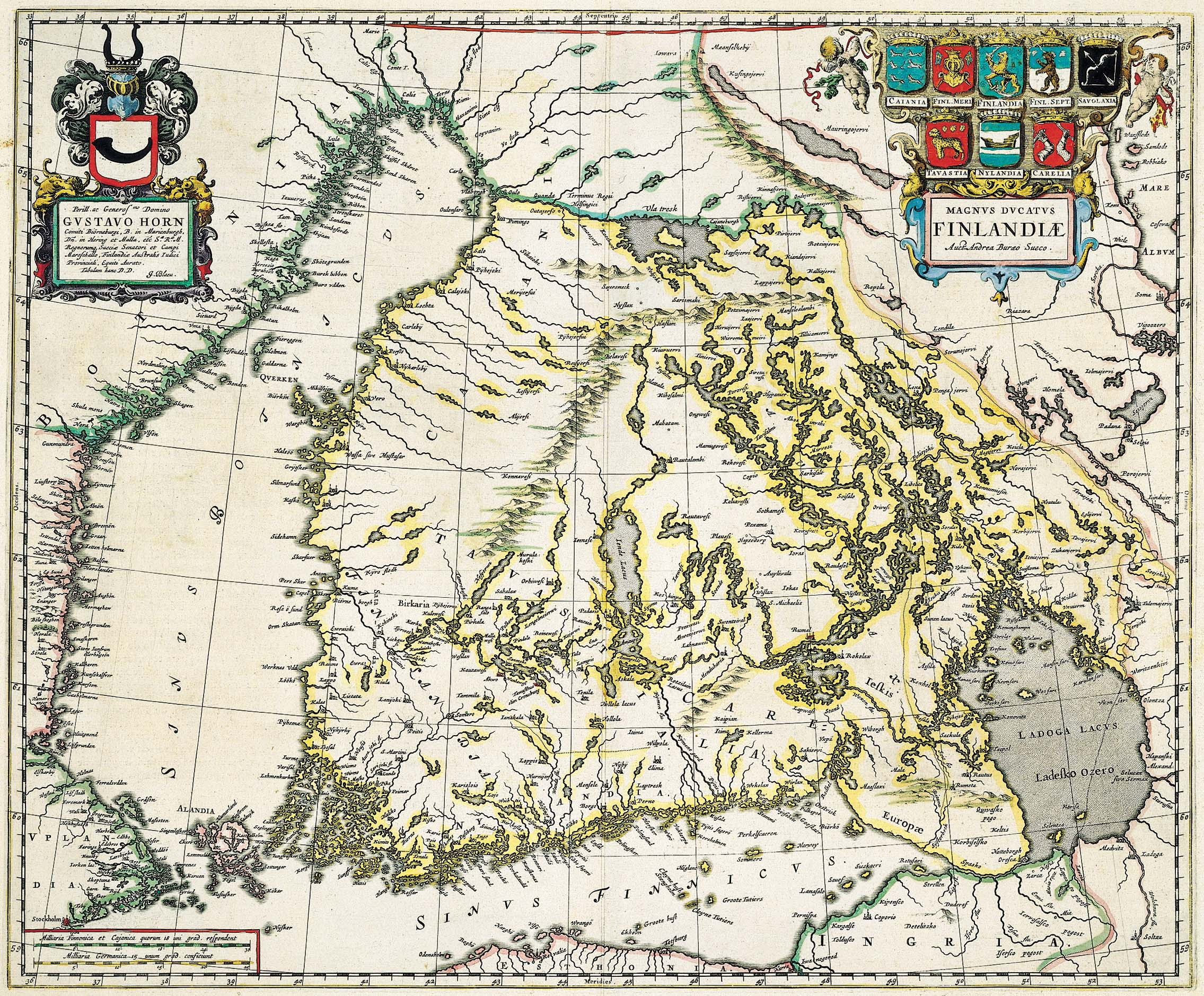
Mappa della Finlandia datata 1662

Nel 1155 re Erik IX di Svezia (detto il Santo) e il vescovo Henrik di Uppsala, di nazionalità inglese, intrapresero una crociata in Finlandia, ufficialmente rivolta alla conversione dei pagani. Fu l'inizio della lenta ma progressiva conquista del territorio finlandese da parte degli svedesi, a scapito degli interessi della Russia. Nel XIII secolo la Svezia estese il proprio dominio fino alla Carelia, una regione che per il suo ruolo di confine con la Russia sarebbe stata sempre contesa fra le due potenze e nel 1323, per porre fine a una lunga serie di scontri militari, fu firmato il trattato di Nöteborg, che riconobbe alla Svezia la Carelia occidentale mentre la città russa di Novgorod ottenne il controllo dell'Ingria e della Carelia orientale. Con questo accordo di pace si tracciava un confine, nel territorio occupato dai popoli finnici fra il golfo di Botnia e il Mar Bianco, che avrebbe marcato lo sviluppo culturale nei secoli successivi: la parte meridionale e occidentale entrava a far parte del mondo europeo occidentale, quella settentrionale e orientale entrava nell'orbita della Russia ortodossa.

## Il dominio svedese
Le vicende storiche di Finlandia e Svezia corsero parallele dal XIV al XIX secolo. Sotto il dominio svedese, ai finlandesi furono riconosciuti gli stessi diritti civili e furono imposti gli stessi obblighi fiscali degli altri sudditi del regno e, a partire dal 1362, ai rappresentanti della Finlandia fu concesso il diritto di voto al parlamento di Stoccolma per l'elezione del re di Svezia. In territorio finlandese furono costruiti, con funzione difensiva, numerosi castelli che avrebbero svolto anche il ruolo di centri amministrativi per le contee (linnanlääni). La cittadina di Turku (Åbo), che per secoli sarebbe stata la capitale politica e religiosa della Finlandia, fu fondata già nel XIII secolo e divenne poco dopo sede vescovile.
Nel periodo compreso tra l'inizio del Seicento e i primi anni del Settecento, quando la Svezia dominava l'intera regione baltica, il confine orientale della Finlandia si estese sempre più verso est. Alla Finlandia, che in tal modo vedeva il proprio territorio espandersi rapidamente, fu però imposto il peso degli oneri militari, a causa della funzione di Stato cuscinetto tra Svezia e Russia. A questo forte condizionamento si aggiunse, alla fine del XVII secolo, il disastro di una terribile carestia che portò alla morte per fame e malattia un terzo della popolazione finlandese.
L'espansione e il rafforzamento della Svezia rappresentarono per la Finlandia un'arma a doppio taglio. Da un lato garantiva sicurezza e protezione a un Paese che non avrebbe mai potuto reggere a eventuali aggressioni da parte della Russia. Dall'altro rappresentava agli occhi dei vicini Russi una provocazione alla quale essi avrebbero prima o poi dovuto reagire, a scapito degli interessi finlandesi. Sul fronte interno occorre rilevare la progressiva «svedizzazione» della Finlandia, un fenomeno di ampia portata culturale che si rese evidente soprattutto attraverso la diffusione della lingua svedese: tutti gli alti uffici amministrativi e giudiziari erano affidati a svedesi, e la lingua parlata dai funzionari divenne la lingua dello Stato.
L'ascesa al trono di Svezia di Gustav Vasa portò al rafforzamento dell'unione con la Finlandia come esito di una politica che avrebbe visto nei secoli successivi i due Paesi dominare il Mar Baltico. Sotto Gustav Vasa la Riforma protestante venne estesa alla società finlandese. Dopo la morte di re Gustav, nel 1560, scoppiò una lotta tra i suoi figli, Erik XIV re di Svezia e Giovanni duca di Finlandia. Giovanni fu inizialmente sconfitto, ma quando, nel 1568, divenne re di Svezia, si ricordò dei servigi della nobiltà finlandese accordando a questa grandi privilegi. 
Come conseguenza, la nobiltà cominciò a opprimere la classe contadina, provocando nel 1596 la cosiddetta «guerra dei randelli». I contadini furono però domati e quando nel 1599 Carlo, fratello di Giovanni, divenne re, la nobiltà finlandese fu anch'essa riportata sotto il controllo della Corona e seguì il destino della nobiltà svedese.

## La grande guerra del nord
La Finlandia si era appena ripresa dalla carestia che aveva colpito la popolazione alla fine del XVII secolo, quando si trovò a dover prendere parte alla grande guerra del nord contro l'Impero russo (1700-1721). Nel 1714 tutto il territorio finlandese era occupato dai russi, e con i trattati di Nystad nel 1721 e di Turku nel 1743 al termine della guerra russo-svedese, importanti regioni della Finlandia furono cedute alla Russia. 
La politica del governo oligarchico che nel 1718, dopo la morte di Carlo XII, aveva preso il potere, divise gli svedesi in due partiti: i berretti, favorevoli a una pacifica convivenza con la Russia, e i cappelli, a favore di un tentativo di rivincita. Nella lotta tra le due fazioni si creò lo spazio per la nascita in Finlandia di un movimento nazionalista che premeva per la separazione dalla Svezia. La prima occasione per realizzare la separazione tra i due Paesi si verificò comunque soltanto con le guerre napoleoniche, ma non portò all'autonomia della Finlandia.

## L'unione con la Russia
Dopo la pace di Tilsit stipulata tra Napoleone e Alessandro I di Russia, nel 1807, cambiarono le sorti della Finlandia: il re svedese si era rifiutato di aderire all'alleanza franco-russa contro l'Inghilterra e così, cominciata la guerra contro la Svezia, l'imperatore russo ottenne da Napoleone la promessa di favorire la separazione della Finlandia dalla Svezia a favore della Russia. Nel 1809, con la pace di Hamina (Frederikshavn), che seguiva alla sconfitta dell'esercito svedese, la Svezia cedeva tutta la Finlandia alla Russia e poneva così termine all'unione finno-svedese durata quasi sei secoli.
Quale Granducato unito alla Russia da un giuramento di fedeltà allo zar, la Finlandia si trovò a dover dipendere dalla Russia per tutte le decisioni riguardanti la politica estera e la difesa, ma lo zar si impegnò a rispettare le leggi e la religione dei finlandesi. A partire dal 1821 la città di Turku, quasi distrutta da un incendio, noto come il grande incendio di Turku, cessava di essere la capitale amministrativa in favore di Helsinki, che divenne anche capitale culturale del Paese, mentre lo svedese continuò a essere considerato la lingua ufficiale. Dal 1809 fino alla salita al trono dello zar Nicola II, avvenuta nel 1894, la Finlandia riuscì a godere di una certa indipendenza dalla Russia; lo zar era rappresentato nel Granducato da un governatore generale e il Senato, l'organo più importante del governo di Helsinki, era composto esclusivamente da rappresentanti finlandesi.
Nella seconda metà dell'Ottocento furono realizzate grandi opere pubbliche, quali ferrovie e canali, che migliorarono in modo decisivo le comunicazioni. Venne inoltre istituito un sistema scolastico che riportò alla luce il problema della convivenza di tre lingue - finlandese, svedese e russo - sebbene la lingua ufficiale, lo svedese, fosse parlata da non più del 15% della popolazione e il russo da un'esigua minoranza. La questione della lingua fu riconosciuta come questione politica con la costituzione del Partito Finlandese nel 1863, anno che vide anche la pubblicazione di una tesi in difesa della lingua finlandese scritta da Johan Vilhelm Snellman, favorevole alla parità dei diritti linguistici con lo svedese sia negli uffici amministrativi che nei tribunali.
Già a partire dal 1880 la Finlandia avvertì gli effetti di un nuovo orientamento della politica russa, che tendeva a considerare il Paese alla stregua degli altri domini dell'Impero russo, ma la situazione si fece davvero critica con l'ascesa dello zar Nicola II, il quale avviò una politica panslavista che mirava al rigetto di ogni pretesa da parte finlandese. Nel febbraio 1899, Nicola II proclamò il passaggio di tutti i poteri legislativi nelle mani dello zar e del parlamento russo, e successivamente si rifiutò di prendere in considerazione le petizioni di protesta contro la sua decisione firmate da intellettuali finlandesi ed europei. La reazione fu violenta e portò all'assassinio del governatore russo Nikolaj Ivanovič Bobrikov nel 1904. Due anni dopo, in seguito a uno sciopero generale, lo zar iniziò a fare alcune concessioni e accordò alla Finlandia una nuova e più liberale Costituzione, che portò alla formazione di un parlamento monocamerale eletto a suffragio popolare.

## La Finlandia indipendente

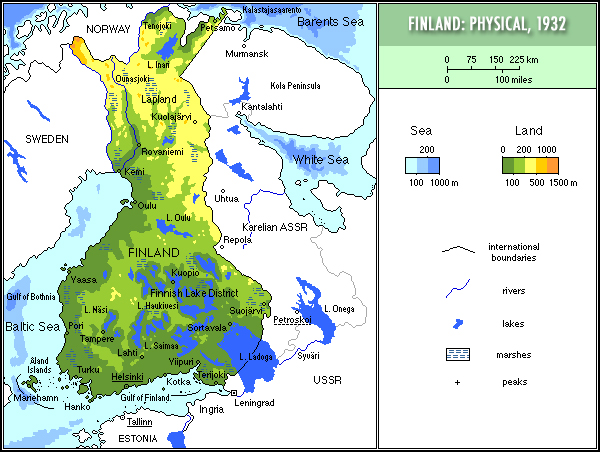
Mappa della Finlandia nel 1932

Il 6 dicembre 1917, in seguito alla Rivoluzione bolscevica, la Finlandia riuscì a dichiarare la propria indipendenza, che fu riconosciuta l'anno seguente dalla Russia sovietica. Gli scontri politici alimentati dalla necessità di formare il primo governo indipendente nella storia della Finlandia portarono a una situazione vicina alla guerra civile: da un lato i Rossi, che con la maggioranza del Partito Socialdemocratico Finlandese speravano di importare in Finlandia l'esperienza dei bolscevichi in Russia; dall'altro i Bianchi, sostenuti dalle forze di governo, che temevano un riassorbimento della Finlandia da parte della Russia.
Sotto la guida del generale Carl Gustaf Emil Mannerheim, e grazie all'intervento della Germania, i Bianchi fermarono i Rossi: era il mese di maggio 1918, e sei mesi più tardi il crollo della Germania avrebbe costretto la Finlandia ad abbandonare l'orientamento filo-tedesco e a rivolgersi verso gli alleati usciti vincitori dalla prima guerra mondiale. Proprio in quell'anno, Berlino decise che la Finlandia diventasse un regno indipendente filo-tedesco retto da Federico Carlo d'Assia-Kassel con il nome di Re Väinö I di Finlandia, cognato del Kaiser tedesco Guglielmo II, che durò solo dal 9 ottobre al 14 dicembre 1918, a causa della contemporanea sconfitta della Germania nella prima guerra mondiale, quando Federico Carlo d'Assia rinunciò al trono senza averne mai preso possesso. In seguito, la conferenza di Pace di Parigi decise che il paese sarebbe divenuto una Repubblica indipendente, togliendolo da qualsiasi influenza germanica.
Il 1º marzo 1919 nacque la Repubblica di Finlandia, col liberale Kaarlo Juho Ståhlberg come primo presidente, e il 14 ottobre 1920 il trattato di Tartu, firmato con i sovietici, riconobbe ufficialmente alla Finlandia il diritto di esistere come nazione, alla quale cedettero il territorio di Petsamo. Nel 1921 si risolse infine la questione delle isole Åland, contese a lungo tra Finlandia e Svezia. La Società delle Nazioni attribuì alla Finlandia le isole, abitate da una popolazione di lingua svedese, anche se soltanto alla fine degli anni trenta, in seguito a episodi di violenza e ribellione, si raggiunse un compromesso rispetto alla questione linguistica con il riconoscimento della Finlandia come nazione bilingue.
Dopo un periodo di agitazioni a sfondo comunista, il Movimento agrario di Lapua avviò il trionfo dei conservatori nel 1931. L'elezione alla presidenza della Repubblica di Pehr Evind Svinhufvud, candidato delle destre contro Ståhlberg, impresse una maggiore stabilità alla vita politica e permise un notevole riequilibrio economico e sociale. Si ridusse la disoccupazione e la legge Kallio avviò la soluzione alla questione agraria, permettendo ai piccoli coltivatori di riscattare le loro terre. Nel 1938, la Finlandia faceva fronte alla quasi totalità dei bisogni alimentari dei suoi cittadini, ed era diventata una delle principali esportatrici di legno e di prodotti derivati.

## La seconda guerra mondiale

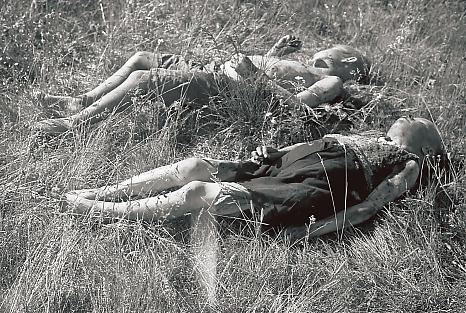
Due ragazzi finlandesi uccisi dai partigiani sovietici a Seitajärvi nel luglio 1942

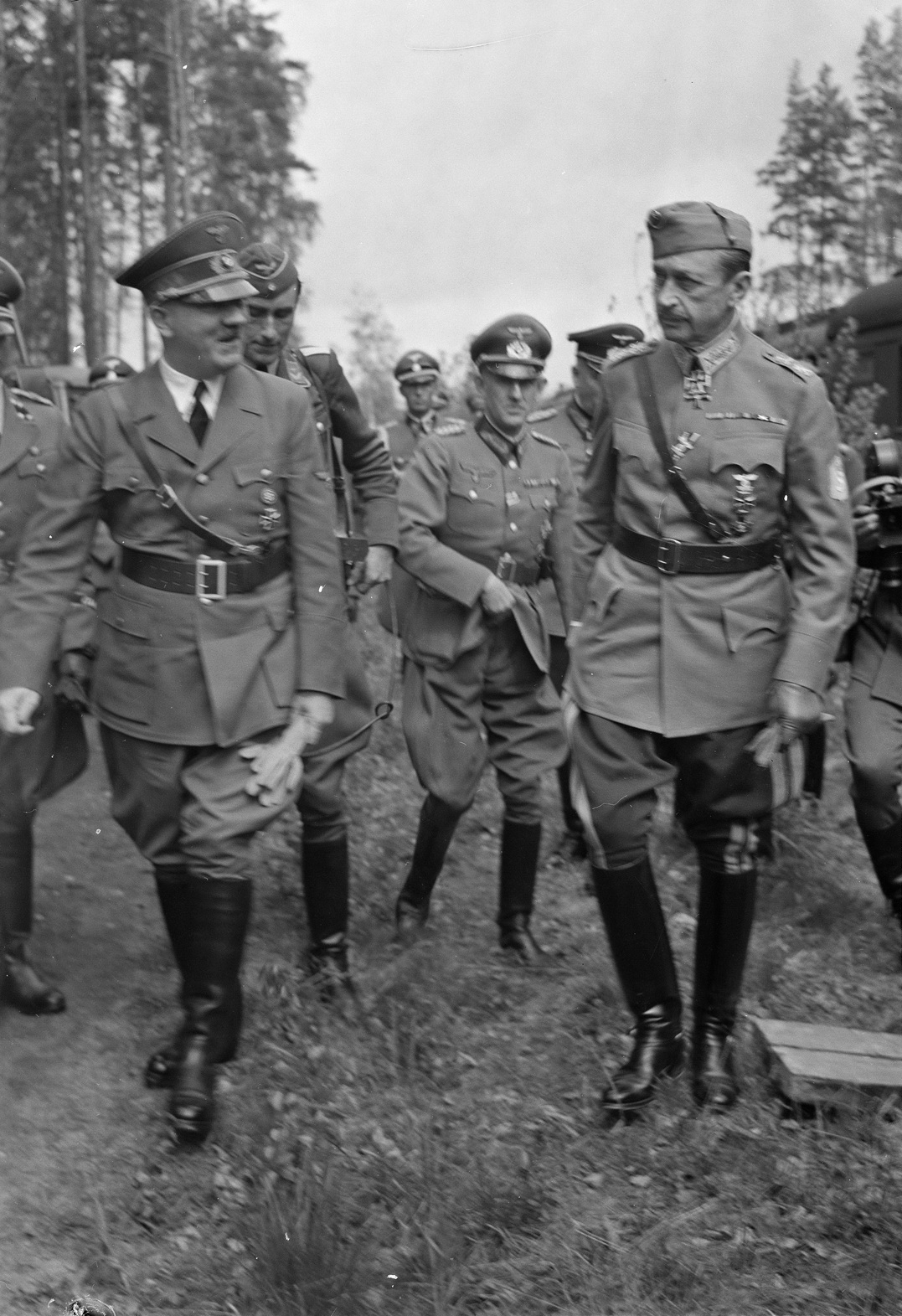
Adolf Hitler insieme a Carl Gustaf Emil Mannerheim (a destra)

Tuttavia, il governo finlandese nel periodo tra le due guerre non si era preoccupato di migliorare le proprie difese militari. Il 23 agosto 1939 l'Unione Sovietica stipulò un patto con la Germania nel quale, con una clausola segreta, la Finlandia venne assegnata alla zona facente parte della sfera d'influenza sovietica. Il 5 ottobre Stalin propose ad una delegazione finlandese lo spostamento del confine sovietico-finlandese sull'istmo di Carelia verso nord a 70 chilometri di distanza da Leningrado, lo smantellamento delle fortificazioni della linea difensiva Mannerheim, la cessione di alcune isolette del golfo di Finlandia e l'affitto del promontorio di Hanko per la costruzione di una base navale sovietica; il tutto contro la cessione dei territori sovietici di Repola e Porajärvi nella Carelia orientale. La proposta venne decisamente rigettata dal parlamento finlandese..
La tensione iniziò a salire lungo il confine sino fine novembre quando dei colpi di artiglieria caddero su un villaggio sovietico, evento che fu il casus belli: Stalin intimò alla Finlandia di arretrare verso l'interno le proprie truppe, disposte lungo il confine sull'istmo di Carelia; all'ultimatum la Finlandia rispose disponendo la mobilitazione generale. Il 28 novembre Stalin rigettò il trattato russo-finlandese di non aggressione e il giorno seguente, senza essere anticipata da una formale dichiarazione, iniziò la guerra d'inverno; lo stesso giorno a Terijoki, in territorio finnico sul confine russo, venne creata la Repubblica Democratica Finlandese guidata dal comunista Otto Wille Kuusinen, che il 2 dicembre firmò un trattato di amicizia, assistenza e cooperazione con l'URSS.
Anche grazie ad aiuti provenienti da diversi Paesi europei, l'esercito finlandese offrì una coraggiosa resistenza agli attacchi del nemico. Le forze sul campo erano di circa 150000 finlandesi e mezzo milione di russi, ma la Finlandia si arrese solo nel marzo del 1940, quando fu firmato il trattato di Mosca che prevedeva la cessione della Carelia meridionale e di Viipuri (Vyborg in russo), seconda città della Finlandia, all'Unione Sovietica, con la conseguente formazione di una Repubblica Socialista Sovietica Carelo-Finlandese.
Il conflitto con l'URSS era però destinato a riprendere: quando la Germania attaccò l'Unione Sovietica, la Finlandia si alleò ai tedeschi dando così inizio alla cosiddetta guerra di continuazione, che sarebbe terminata solo nel 1944. L'alleanza con la Germania poggiava però su deboli fondamenta, come rivelò la riluttanza del generale Mannerheim, comandante delle truppe finlandesi, ad attaccare Leningrado in aiuto dei tedeschi. I finlandesi si trovarono inoltre a combattere contro i tedeschi, fino al 1945, nelle regioni settentrionali, oltre il circolo polare artico, poiché l'esercito tedesco non era disposto a ritirarsi da questi territori volontariamente (guerra lappone).
L'abilità del generale Mannerheim, eletto presidente della Repubblica nell'agosto del 1944, consentì alla Finlandia di uscire da una pericolosa situazione che la vedeva in conflitto con entrambi gli schieramenti. Il trattato di Parigi del 1947 fissò le condizioni dell'armistizio di Mosca, in base al quale la frontiera orientale rientrava nei confini del 1940, l'area di Petsamo venne ceduta all'Unione Sovietica e la Finlandia dovette rinunciare allo sbocco sul Mar Glaciale Artico e rifondere pesanti danni di guerra.
Nel 1946 Carl Gustaf Emil Mannerheim si dimise dalla carica di presidente della Repubblica a favore di J.K. Paasikivi, sotto il quale si affermò una nuova direzione in politica estera (la cosiddetta «linea Paasikivi»), favorevole all'indipendenza della Finlandia e nello stesso tempo a ottime relazioni con Mosca. Il successo di questa strategia fu confermato negli anni seguenti: nel 1948 la Finlandia firmò con l'Unione Sovietica un trattato di amicizia, cooperazione e assistenza reciproca (annullato dopo gli eventi che hanno portato al crollo dell'URSS); nel 1952 Helsinki ospitò i Giochi olimpici (i primi con la partecipazione di atleti sovietici); nel 1955 la Finlandia entrò a far parte delle Nazioni Unite e del Consiglio nordico.

## La lunga neutralità e l'ingresso nell'Unione Europea
Urho Kekkonen, eletto presidente della repubblica nel 1956, si propose di rafforzare la «linea Paasikivi» e, grazie anche al suo impegno a favore della neutralità in campo internazionale, la Finlandia poté ospitare nel 1975 la Conferenza sulla Sicurezza e la Cooperazione in Europa. Il presidente Kekkonen rimase in carica fino al 1981, quando rassegnò le dimissioni per motivi di salute. Il tasso di crescita del Prodotto interno lordo della Finlandia è stato da allora uno dei più alti tra i Paesi dell'OCSE e la Finlandia ha raggiunto il massimo di molti indicatori delle performance economiche nazionali. 
Fino al 1991, il presidente Mauno Koivisto e due dei tre maggiori partiti di centro e i socialdemocratici si opposero all'ingresso nell'Unione europea, preferendo l'ingresso solo nello Spazio economico europeo. Al nuovo presidente Mauno Koivisto, rieletto nel 1988, va il merito di aver sviluppato la politica che ha consentito alla Finlandia di agganciarsi all'Europa, con l'ingresso nel Consiglio d'Europa nel 1989 e nell'Unione europea nel 1995.  Dopo che la Svezia aveva presentato la sua domanda d'ingresso nell'Unione Europea nel 1991 e che l'Unione Sovietica si era dissolta alla fine dell'anno, la Finlandia sottomise la propria domanda di adesione all'Unione europea nel marzo 1992. Il processo di adesione fu segnato da forti dibattiti pubblici nei quali le difformità di opinione non seguivano le linee diramate dai partiti. Ufficialmente tutti i tre partiti maggiori sostenevano l'adesione, ma ci furono membri di tutti i partiti che parteciparono alla campagna contro l'adesione.
Prima della decisione del parlamento di entrare nell'Unione europea, il 16 aprile 1994 fu tenuto un referendum consultivo con il quale gli elettori si espressero per il 56,9% in favore dell'ingresso. Il processo di adesione fu completato il 1º gennaio 1995, quando la Finlandia entrò nell'Unione europea insieme ad Austria e Svezia. L'aver condotto la Finlandia nell'Unione europea viene ritenuto il principale risultato del governo Centrista-Conservatore di Esko Aho, allora al potere.
Nella politica economica, l'adesione all'Unione europea portò molti, grossi cambiamenti. Mentre prima gli uomini politici erano coinvolti nella definizione dei tassi di interesse, la Banca di Finlandia aveva il compito di controllare l'andamento dell'inflazione fino a quando la Finlandia non entrò nella zona euro. Durante i due successivi governi 1995–2003 del primo ministro Paavo Lipponen, parecchie grosse aziende statali furono privatizzate totalmente o parzialmente.I due governi di Matti Vanhanen seguirono fino all'autunno 2008, quando lo stato divenne il maggior azionista nella compagnia telefonica finlandese Elisa Oyj con l'intento di garantire la proprietà finlandese di un'industria strategicamente importante.
In aggiunta alla stretta integrazione con l'Unione europea, la sicurezza nei confronti dell'influenza russa è stata incrementata realizzando un apparato militare totalmente compatibile con gli standard della NATO. 1000 truppe sono state contemporaneamente assegnate alla NATO e alle operazioni delle Nazioni Unite. La Finlandia si è anche opposta a progetti energetici che aumentassero la dipendenza delle importazioni dalla Russia. Per lungo tempo, la Finlandia era rimasta una degli ultimi stati europei che non avevano aderito alla NATO, senza sufficiente sostegno per l'adesione totale fino a quando la Svezia ebbe aderito.
Il 24 febbraio 2022, il presidente russo Vladimir Putin ordinò alle Forze armate della Federazione Russa di iniziare l'invasione dell'Ucraina. Il 25 febbraio un portavoce del Ministero russo degli affari esteri minacciò la Finlandia e la Svezia se avessero tentato di entrare nella NATO, cosa che nessuna delle due stava cercando di fare. Dopo l'invasione il pubblico a sostegno all'ingresso nella NATO crebbe significativamente fino alla scelta di aderire all'Alleanza atlantica.